# Hendrik van Minderhout
Hendrik van Minderhout (Rotterdam, 1632–Anvers, 22 juillet 1696) est un peintre de marines néerlandais.

## Biographie
Hendrik van Minderhout exerça son activité à Bruges et Anvers. Il arrive à Bruges en 1652, et rejoint en 1663 la Guilde de Saint-Luc de la ville. Par la suite, de 1672 à sa mort en 1696, il vit à Anvers. Ses tableaux représentent principalement de vastes sites marins et portuaires, souvent en des lieux imaginaires avec un décor classique. La fin de son œuvre s'apparente à celle d'un autre peintre de marines néerlandais, Willem Van de Velde le Jeune.

## Interprétation en gravure
- Vue du bassin et de la ville de Bruges, gravure de Noël Le Mire d'après Hendrik van Minderhout.